# Howellia
Howellia es un género monotípico de plantas  perteneciente a la familia Campanulaceae. Su única especie: Howellia aquatilis A.Gray, Proc. Amer. Acad. Arts 15: 43 (1880), es originaria del noroeste de los Estados Unidos hasta California.

## Taxonomía
Howellia aquatilis fue descrita por  Asa Gray y publicado en Proceedings of the American Academy of Arts and Sciences 15(1): 43–44. 1880.